# 岩井嘉男
岩井 嘉男（いわい よしお、1938年1月24日 - 2012年）は、日本の電気/電子物理工学・半導体工学者。工学博士（大阪大学）。電気学会関西支部2001協議員 。大阪大学工学部電気系同窓会澪電会元会員。
専門は、半導体工学・電気/電子物理工学。

## 略歴
京都市生まれ。1961年大阪工業大学工学部電気工学科卒業。1963年大阪大学大学院工学研究科電気工学専攻修士課程修了、のちに工学博士（大阪大学）。1969年大阪工業大学工学部電気工学科に講師として着任。その後、助教授・教授などを経て、2003年大阪工業大学退官。退官後は、同大学電気クラブ会長も務めた。2012年逝去。
大阪工業大学工学部電気工学科にて30年以上の長きに渡り教鞭を執り、特に半導体工学の研究・育成に貢献した。
主な所属学会は、電気学会、日本物理学会、応用物理学会。主な著書は、基礎電気回路初版/第2版（共著、森北出版1995/2017、学術書）など。

## 主な研究
- ホール効果におよぼす表面の影響 : 半導体[7]
- 半導体超薄膜の成長と物性評価[8]
- InAsヘテロ接合のMBE成長とデバイス応用[9]
- ラマン分光法によるInAs/AlSb極薄超格子における歪の解析
- レーザ蒸着法によるYBaCuO薄膜の配向制御とHeガス添加効果